# Hugo Hercules

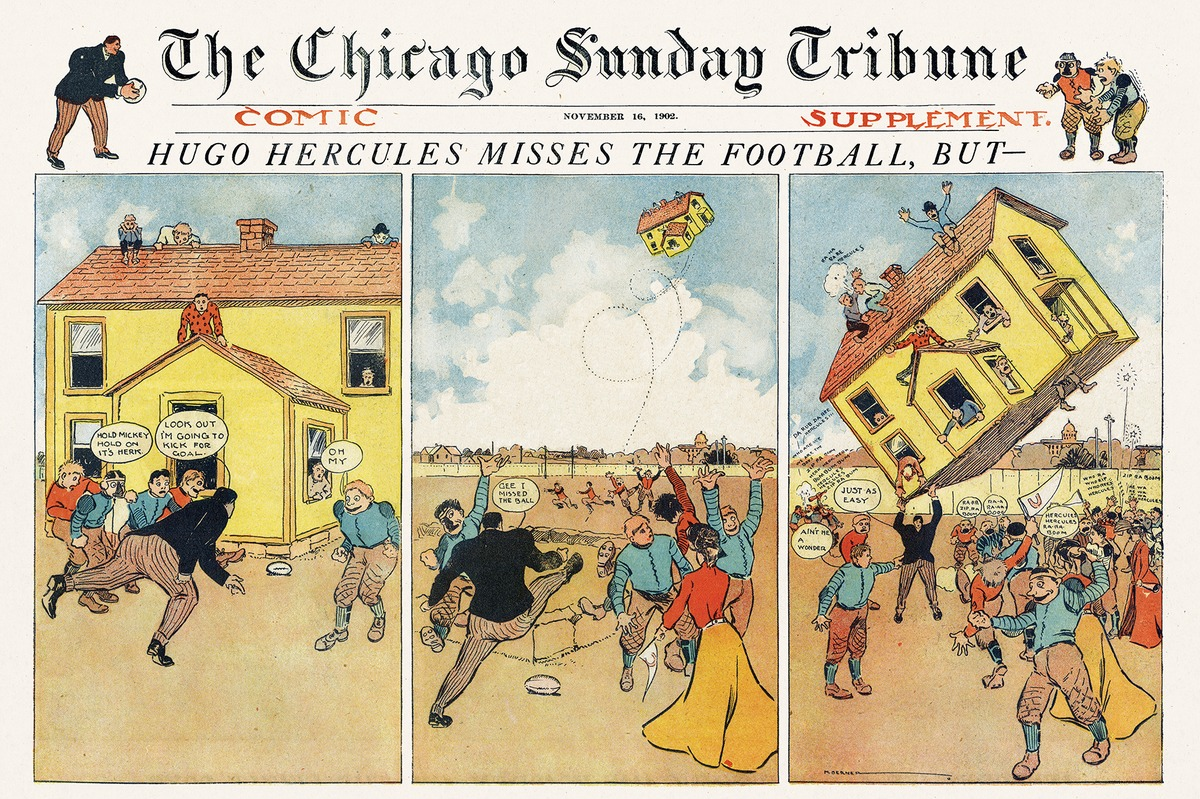
Hugo Hercules tritt vorbei, aber dann... (Strip vom 16. November 1902)

Hugo Hercules war ein farbiger Comicstrip des Deutsch-Amerikaners W. H. D. Koerner (* 1878 in Lunden als Wilhelm Heinrich Detlev Körner; † 1938 in Interlaken, New Jersey), der allwöchentlich in der Sonntagsbeilage der Chicago Tribune abgedruckt wurde. Der Strip lief vom 7. September 1902 bis zum 11. Januar 1903 und brachte es auf insgesamt siebzehn Folgen. Trotz seiner kurzen Laufzeit gilt Hugo Hercules als der früheste Superhelden-Comic.

## Inhalt
Hugo Hercules ist ein gutaussehender Mann mit übermenschlichen Kräften. Er kann Autos stemmen, einen Elefanten hochheben, eine Straßenbahn herbeiziehen und ein Haus wie einen Fußball wegtreten. Dabei setzt er seine Kraft zum Wohle seiner Mitmenschen, meistens Frauen, ein. Am Ende der drei bis sechs Panels sagt er seinen Erkennungssatz: “Just as easy.” („Ganz einfach.“)

## Superheldenmotiv

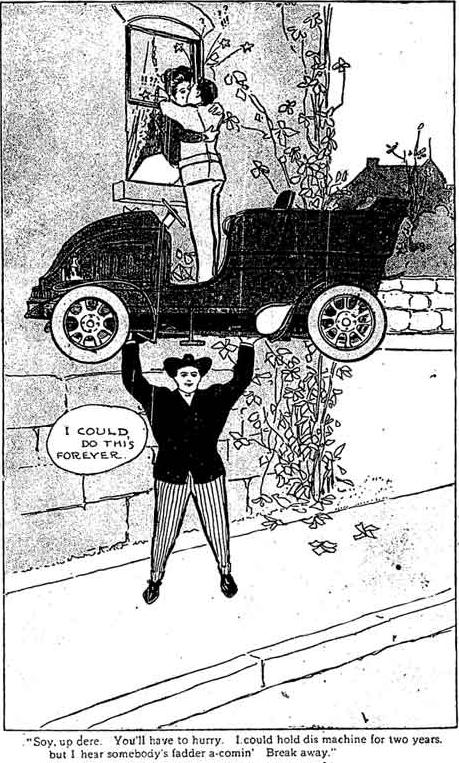
Hugo Hercules in Superman-Pose

Die Frage, ob Hugo Hercules als erster Superheld gelten kann, ist nicht eindeutig zu beantworten. Er kann jedoch als Wegbereiter des Superheldengenres angesehen werden, denn es gibt viele Gemeinsamkeiten. Hugo Hercules besitzt eine übermenschliche körperliche Kraft, die niemand sonst aufweist. So stemmt er im Strip vom 26. Oktober 1902 (Now, Wasn’t This Kind of Hugo Hercules?) mit bloßen Händen ein Automobil, wie es Superman erst Jahrzehnte später auf der Erstausgabe von Action Comics vom Juni 1938 auch tun wird. Er taucht immer dann auf, wenn er gebraucht wird, er nutzt seine Kraft in den allermeisten Fällen zum Guten, und jeder kennt ihn. Auch ist „Hugo Hercules“ ein prototypischer Superheldenname, der einerseits an den antiken Heros und Halbgott Herkules erinnert und andererseits durch die Alliteration auf kommende Superhelden wie Peter Parker, Bruce Banner und Wonder Woman hinweist.
Allerdings unterscheidet sich Hugo Hercules in einigen Punkten von den modernen Superheldenfiguren. Hercules trägt kein Spandex-Kostüm mit flatterndem Cape und hat auch kein Superheldenlogo. Auch fehlt ihm die übliche Aufspaltung in zwei Identitäten, die bürgerliche und die geheime Identität (Beispiele: Clark Kent ist Superman, Bruce Wayne ist Batman). Außerdem gibt es keine Ursprungsgeschichte, die dem Leser die Ursache seiner übermenschlichen Kraft erklärt.

## Comicstrips
- 7. September 1902: Hugo Hercules Obliges Beauty in Distress. (Hugo Herkules fühlt sich einer Schönheit in Not verpflichtet.)
- 14. September 1902: Hugo Hercules Stops the Terrible Runaway. (Hugo Herkules stoppt den Ausreißer.)
- 21. September 1902: Hugo Hercules to the Rescue Once More. (Hugo Herkules eilt erneut zur Rettung.)
- 5. Oktober 1902: Hugo Hercules Rescues Lady Disdain Once More. (Hugo Hercules rettet erneut Lady Disdain.)
- 12. Oktober 1902: Hugo Hercules Performs Another Prodigy. (Hugo Hercules führt ein weiteres Wunder auf.)
- 26. Oktober 1902: Now, Wasn’t This Kind of Hugo Hercules? (War das nicht nett von Hugo Herkules?)
- 2. November 1902: Hugo Hercules Saves Four Comic Supplement Lives. (Hugo Hercules rettet vier Leben der Comic-Beilage.)
- 9. November 1902: Hugo Hercules Has a Great Pull with the Conductor. (Hugo Hercules hat eine große Anziehungskraft auf den Schaffner.)
- 16. November 1902: Hugo Hercules Misses the Football, But -- (Hugo Hercules tritt am Fußball vorbei, aber dann –)
- 23. November 1902: It’s Just as Easy for Hercules to Make a Touchdown. (Für Hercules ist es ganz einfach, einen Touchdown auszuführen.)
- 30. November 1902: Hugo Hercules Gets Along Quite Well Without a Cab. (Hugo Hercules kommt ganz gut ohne Taxi zurecht.)
- 7. Dezember 1902: Hugo Hercules Does a Little Holding Up Himself. (Hugo Hercules hält sich aufrecht.)
- 14. Dezember 1902: Hugo Hercules Comes to the Rescue of the Cannon Ball Limited. (Hugo Hercules kommt der Eisenbahn zu Hilfe.)
- 21. Dezember 1902: The Fire Engine Broke Down - But Hercules Was There. (Das Feuerwehrauto hatte eine Panne – aber Hercules war zur Stelle.)
- 28. Dezember 1902: Hugo Hercules at New Year’s Bowling Contest. (Hugo Hercules beim Neujahrs-Bowling.)
- 4. Januar 1903: Hugo Hercules Goes Ice Boating. (Hugo Hercules unternimmt eine Eisbootfahrt.)
- 11. Januar 1903: Hugo Hercules Wrestles with a Bear. (Hugo Herkules ringt mit einem Bären.)

## Rezeption
Durch den Comicautor Alan Moore kam es zu einer Hommage und einmaligen Wiederbelebung der Figur. Im Band Nemo: Fluss der Geister (2015) der Reihe The League of Extraordinary Gentlemen hatte Hugo Hercules einen Gastauftritt.

## Dokumentarfilm
- Hugo Hercules & The Wild West. Regie: Martina Fluck, Deutschland 2023, 88 Minuten.